# Аккала (Аксуатський район)
Аккала́ (каз. Аққала) — село у складі Аксуатського району Абайської області Казахстану. Входить до складу Єкпінського сільського округу.
Населення — 143 особи (2021; 214 у 2009, 254 у 1999, 323 у 1989).
Національний склад станом на 1989 рік:
- казахи — 100 %

У радянські часи село називалось також Новостройка.